# Березівка (Бородинське сільське поселення)
Березівка (рос. Берёзовка) — присілок у Дмитровському районі Орловської області Російської Федерації.
Населення становить 0 осіб. Входить до муніципального утворення Бородинське сільське поселення.

## Історія
Населений пункт розташований у межах Чорнозем'я та історичного Дикого Поля. 30 липня 1928 року у складі Орловського округу Центрально-Чорноземної області, 13 червня 1934 року після ліквідації Центрально-Чорноземної області населений пункт увійшов до складу новоствореної Курської області.
З 27 вересня 1937 року район у складі новоствореної Орловської області.
Від 2013 року входить до муніципального утворення Бородинське сільське поселення.

## Населення
| 1866 | 1877 | 1897 | 1926 | 1979 | 2002 | 2010 |
| ---- | ---- | ---- | ---- | ---- | ---- | ---- |
| 538  | ↗580 | ↗630 | ↘459 | ↘55  | ↘10  | ↘0   |